# Сарытубек
Сарытубек (каз. Сарытүбек) — село в Айыртауском районе Северо-Казахстанской области Казахстана. Входит в состав Украинского сельского округа. Код КАТО — 593251800.

## География
Находится примерно в 13 км к юго-западу от села Саумалколь, административного центра района, на высоте 268 метров над уровнем моря. Код КАТО — 593251800.

## Население
В 1999 году население села составляло 165 человек (90 мужчин и 75 женщин). По данным переписи 2009 года, в селе проживало 153 человека (84 мужчины и 69 женщин).